# Gudisa Shentema
Gudisa Shentema (19 april 1980) is een Ethiopische langeafstandsloper, die gespecialiseerd is in de marathon.

## Loopbaan
Shentema won in 2003 een bronzen medaille op de Afrikaanse Spelen. In 2005 werd hij dertiende op de marathon tijdens de wereldkampioenschappen in Helsinki en vijfde op het Ethiopisch kampioenschap halve marathon.
In 2007 nam hij deel aan de marathon op de WK in Osaka, maar hij haalde de finish niet. Op de marathon van Parijs in 2008 verbeterde hij zijn persoonlijk record naar 2:07.34. Hij werd hiermee vierde achter zijn landgenoot Tsegay Kebede, die de wedstrijd won in 2:06.40 en de Kenianen Moses Arusei en Hosea Rotich, die respectievelijk tweede en derde werden.

## Persoonlijke records
| Onderdeel      | Prestatie | Datum            | Plaats    |
| -------------- | --------- | ---------------- | --------- |
| 10 km          | 28.27     | 19 november 2006 | Marseille |
| halve marathon | 1:01.09   | 2 maart 2008     | Parijs    |
| 25 km          | 1:15.19   | 9 april 2006     | Rotterdam |
| marathon       | 2:07.34   | 6 april 2008     | Parijs    |

## Palmares

### 10 km
- 2004: 5e Celestial Seasonings Bolder Boulder - 29.47
- 2005:  Celestial Seasonings Bolder Boulder - 29.21
- 2006:  La Provence in Marseilles - 28.27

### halve marathon
- 2005:  halve marathon van Philadelphia - 1:02.23
- 2006:  halve marathon van Riva del Garda - 1:04.08
- 2008:  halve marathon van Parijs - 1:01.09
- 2014:  halve marathon van Oslo - 1:04.35

### marathon
- 2003:  Afrikaanse Spelen - 2:27.39
- 2004: 4e marathon van Tempe - 2:15.16
- 2004: 8e marathon van Honolulu - 2:27.15
- 2005: 4e marathon van Rotterdam - 2:09.46
- 2005: 13e WK - 2:15.13
- 2006: 17e marathon van Rotterdam - 2:17.53
- 2006:  marathon van Berlijn - 2:10.43
- 2007: DNF WK
- 2008: 4e marathon van Dubai - 2:09.27
- 2008: 4e marathon van Parijs - 2:07.34
- 2011:  marathon van Hamburg - 2:11.03
- 2013:  marathon van Hawassa - 2:15.23
- 2014:  marathon van New Taipei City - 2:17.18